# ボグドハーン宮殿博物館
座標: 北緯47度53分51秒 東経106度54分24秒 / 北緯47.89750度 東経106.90667度

狛犬

ボグドハーン宮殿博物館（Bogd Khan Palace Museum、モンゴル語: Богд Хааны Ордон）はモンゴルのウランバートル南部に位置する博物館。

## 概要

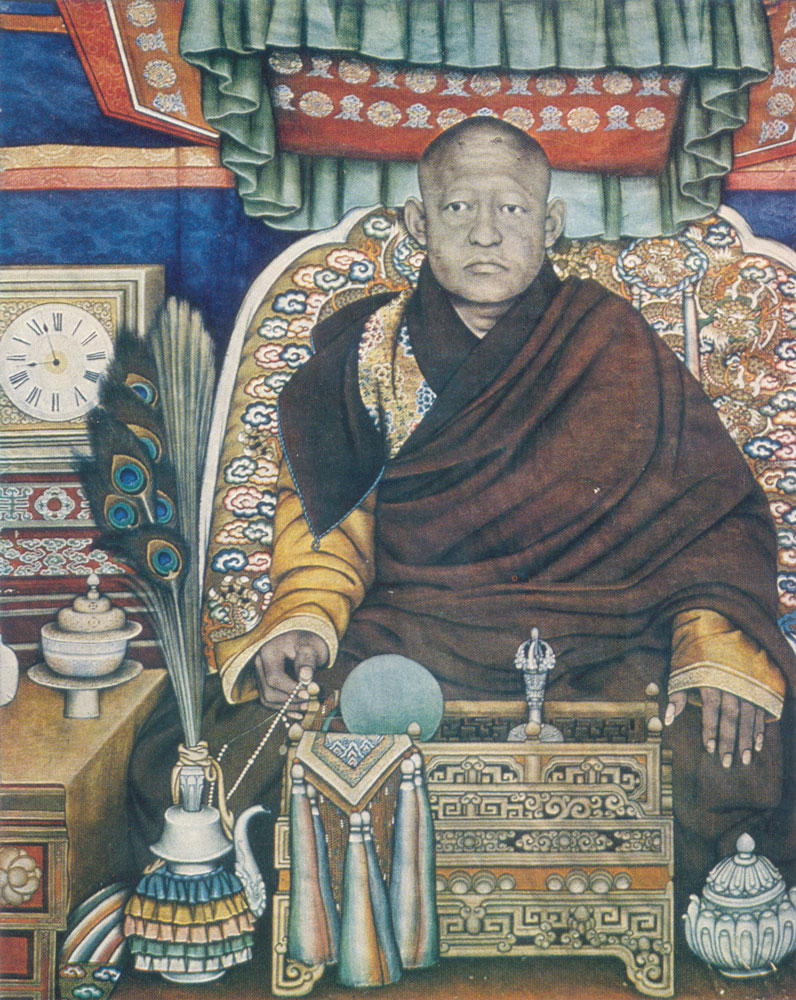
ボグド・ハーン

元は第8代ジェプツンダンバ・ホトクトのボグド・ハーンの「冬の宮殿」であり、1893年から1905年にかけて建設された。この宮殿はモンゴル宮殿建築の数少ない遺産である。1961年からは博物館となり、ボグド・ハーンの日用品や、他国から献納された剥製などを中心に展示されている。
この宮殿は現在、複合美術館となり、国内外から多くの観光客を集める。ウランバートル市内で最古の博物館であるだけでなく、モンゴル国内で最大の美術品のコレクションを持つ美術館としても知られる。ボグド・ハーンは4つの宮殿を持っていたが他の3つはソビエト軍や中国共産党軍によって破壊された。失われた宮殿に所蔵されていた美術品はこの宮殿に集められた。
この宮殿は主に冬に使用され、平和と幸福の門と名付けられた門、6つのラーマ教寺院があり、仏教美術の工芸品、経典などの仏教的に貴重な品々が含まれる。現在、この宮殿博物館は約8,600余りの遺物を収蔵し、年間4万人以上の訪問者が訪れるウランバートルで有数の観光名所となっている。
目玉となる収蔵品は、彼の玉座とベッド、動物の剥製のコレクション、華やかな儀式用のジャー、大モンゴル国皇帝の宝石付きのレガリア、ロシア皇帝ニコライ2世から贈られた儀式用のブーツなどである。
博物館はモンゴル文部科学省の下で運営されている。近年では長年の放置の影響で建物の老朽化が著しく、修復が進められている。

## ギャラリー

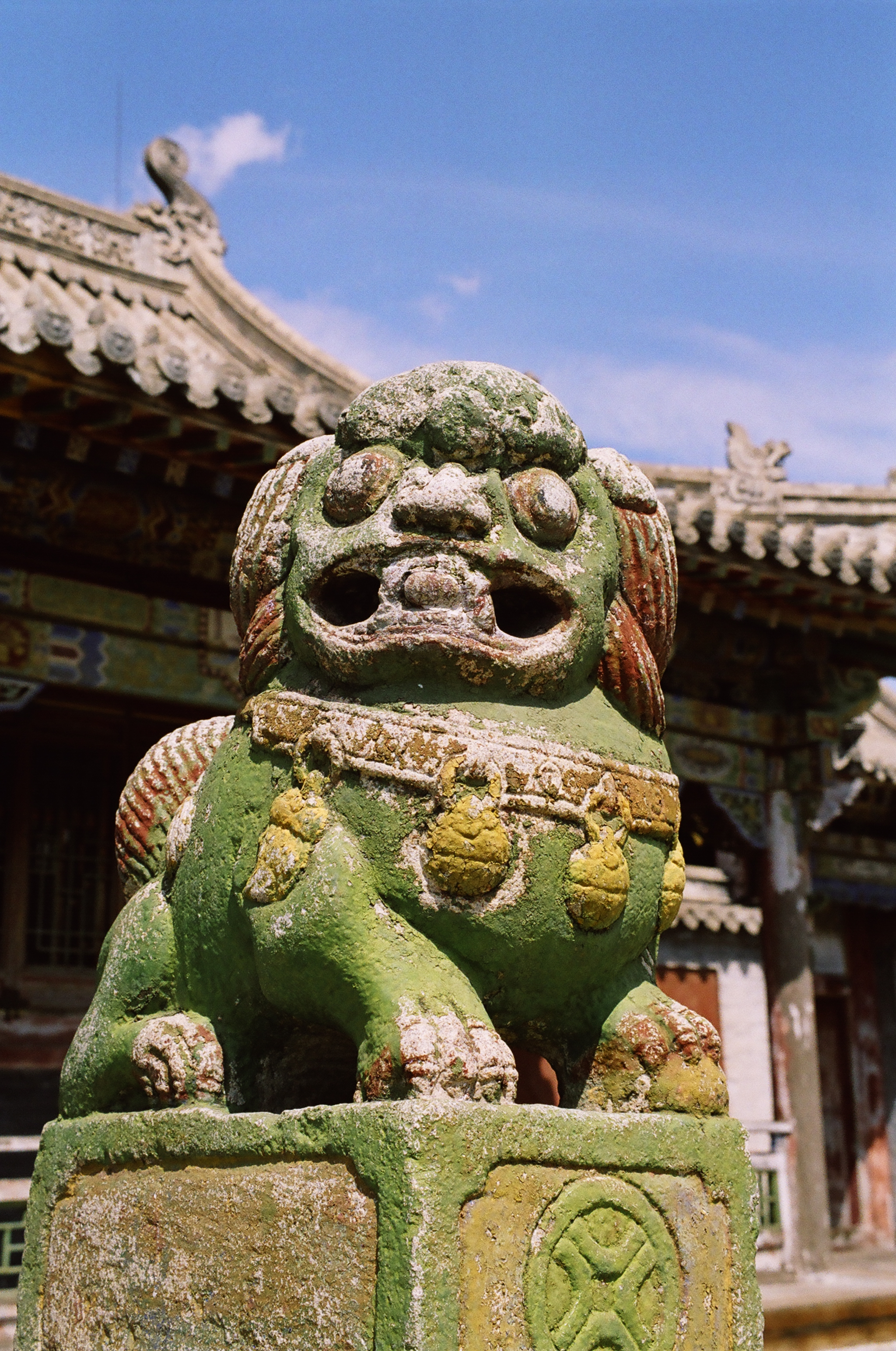
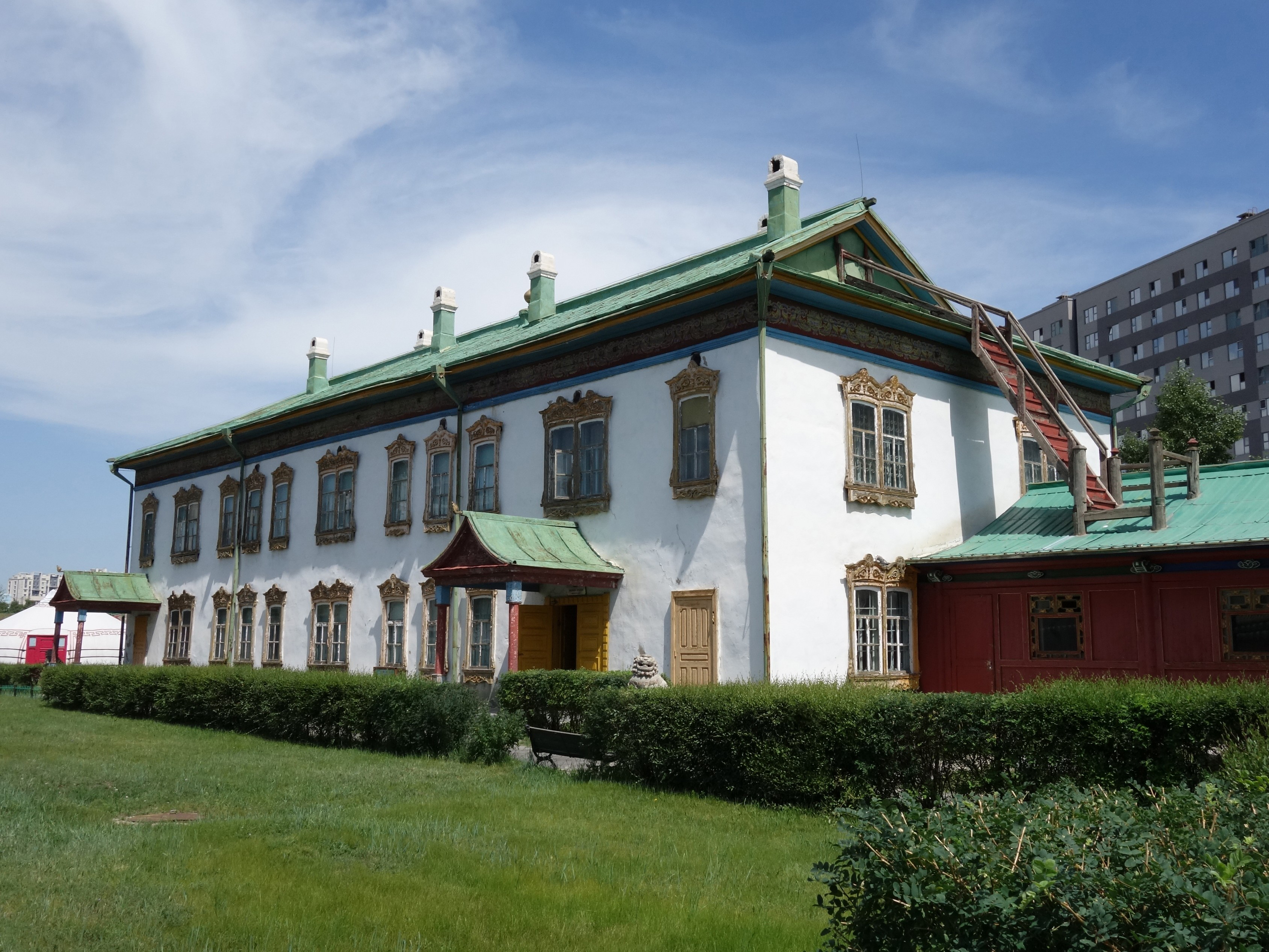
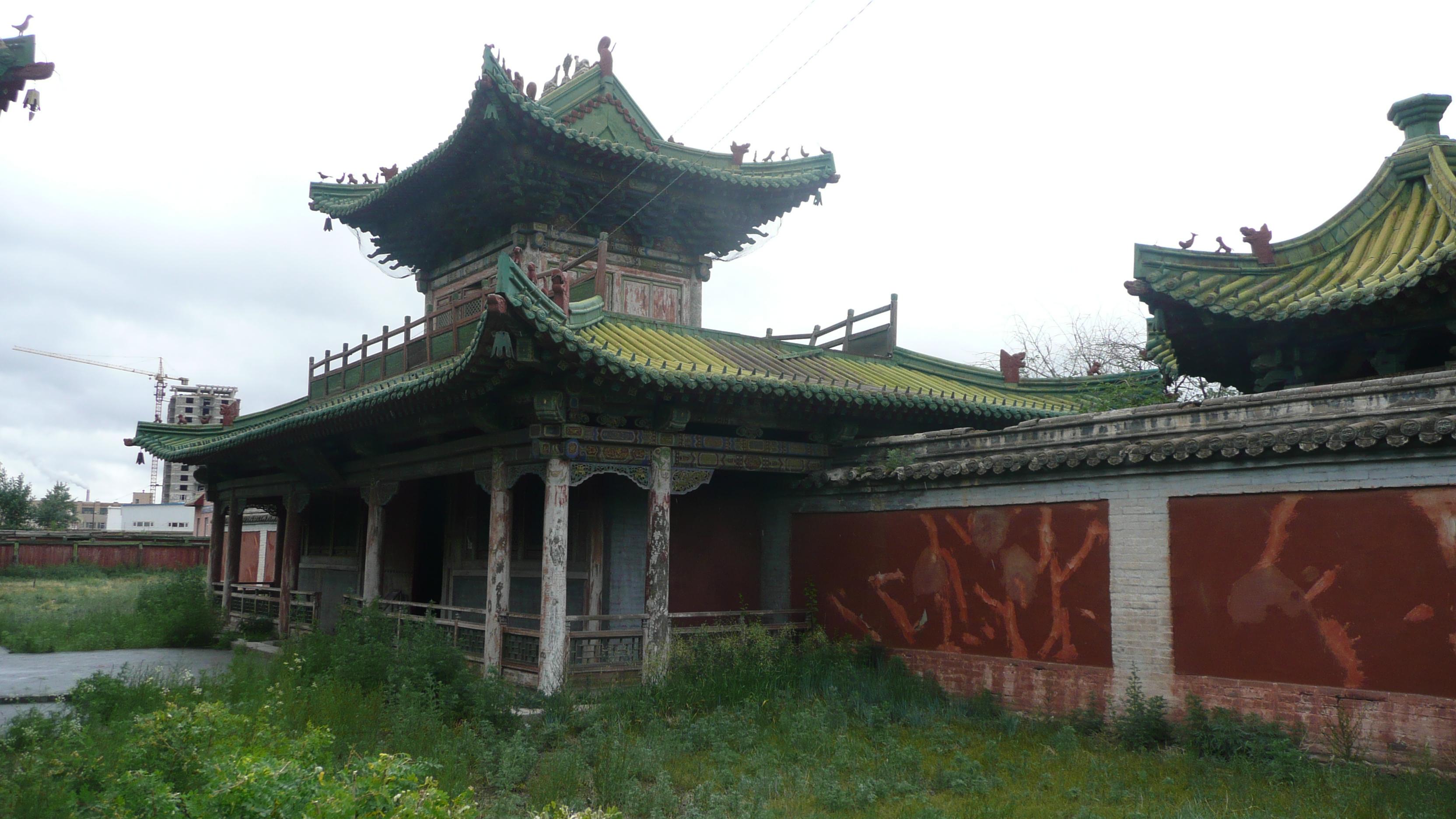
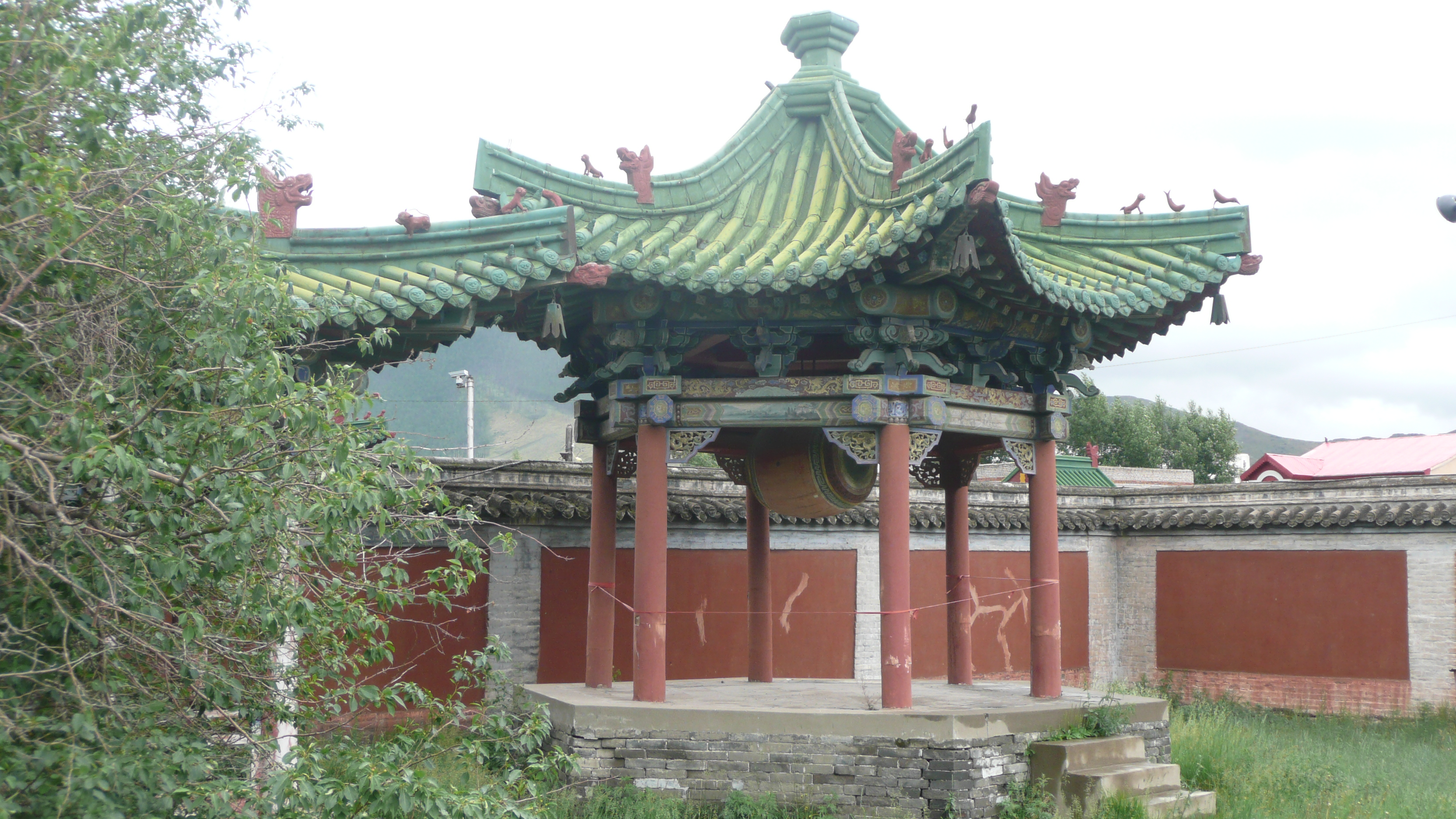
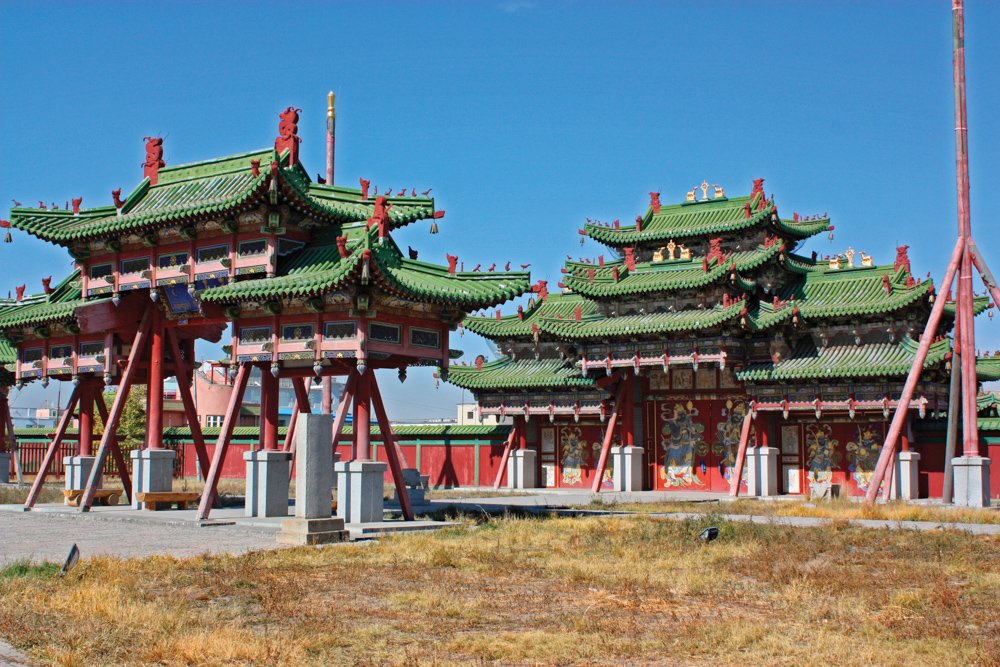
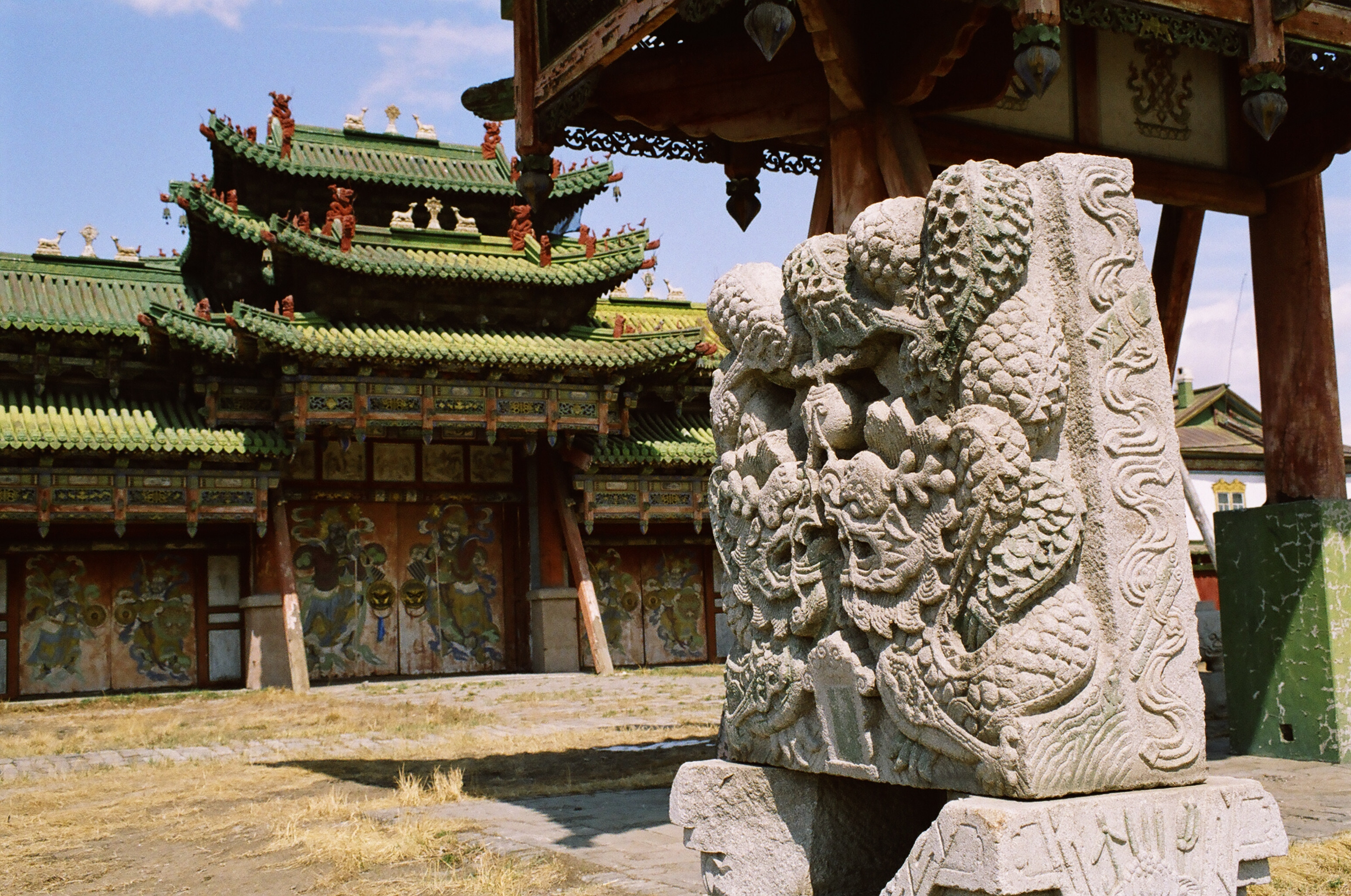
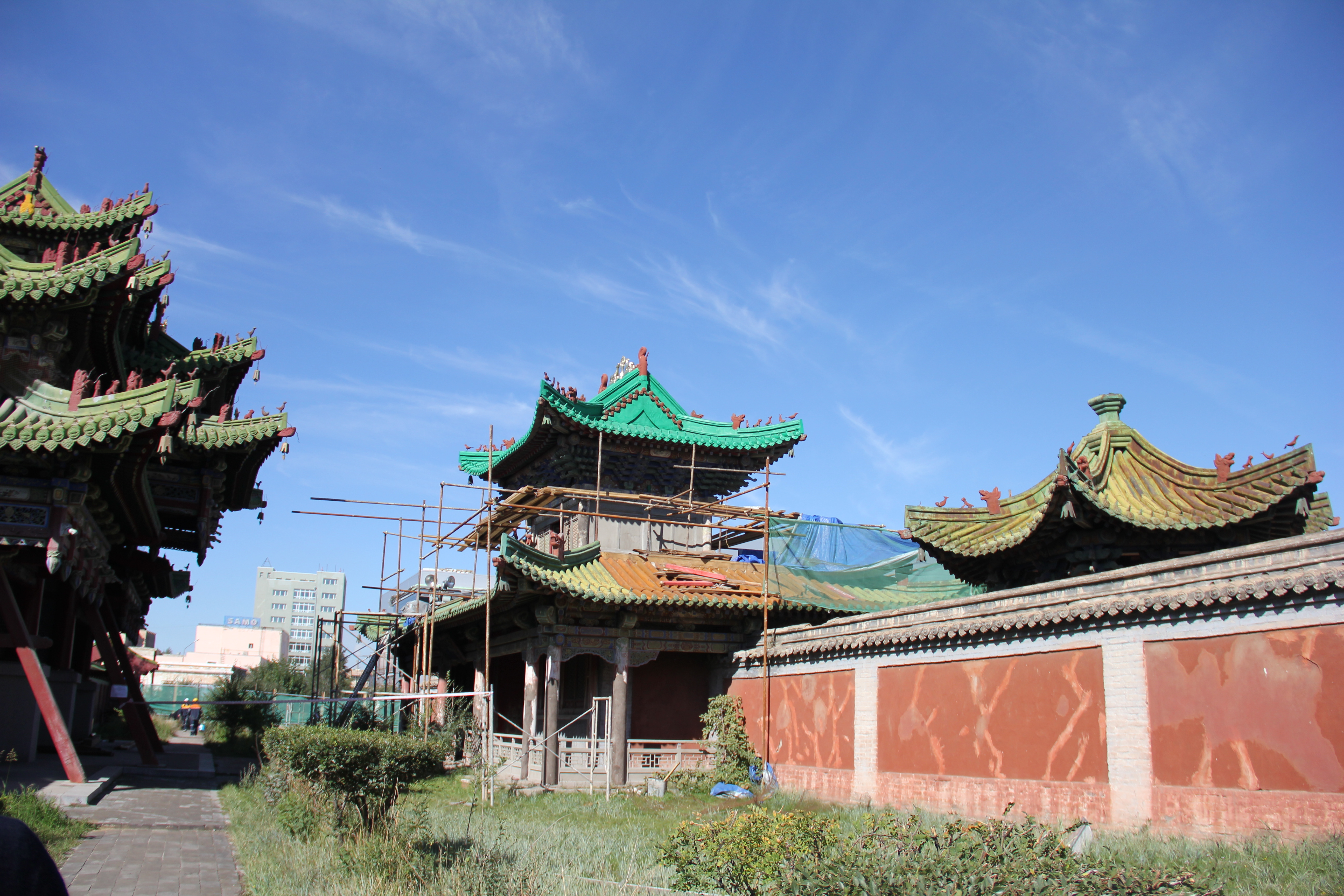
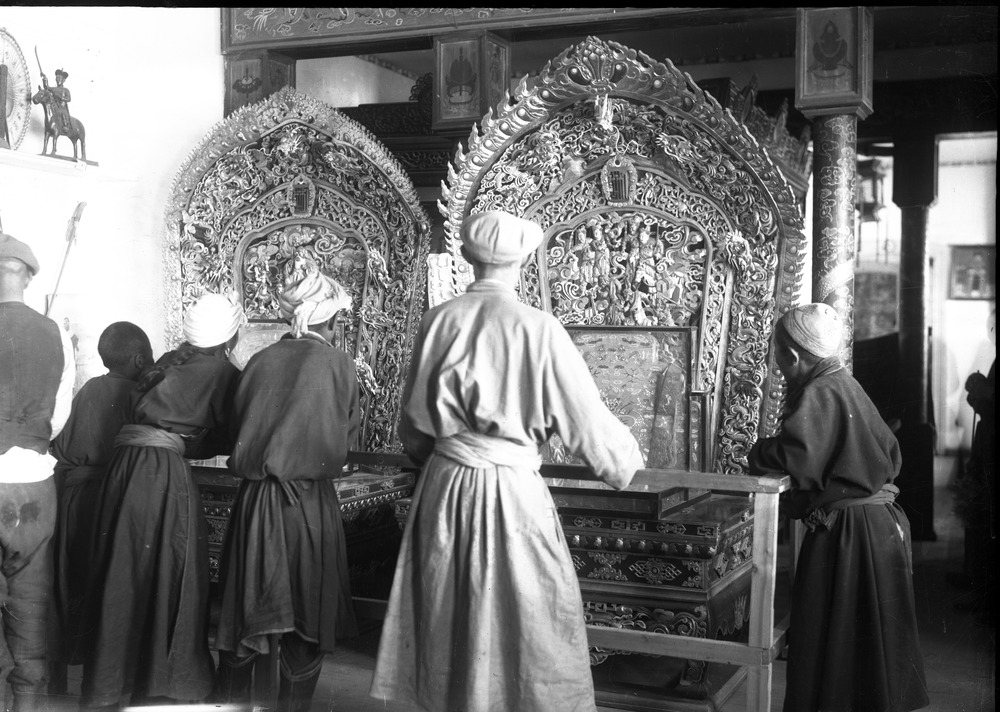
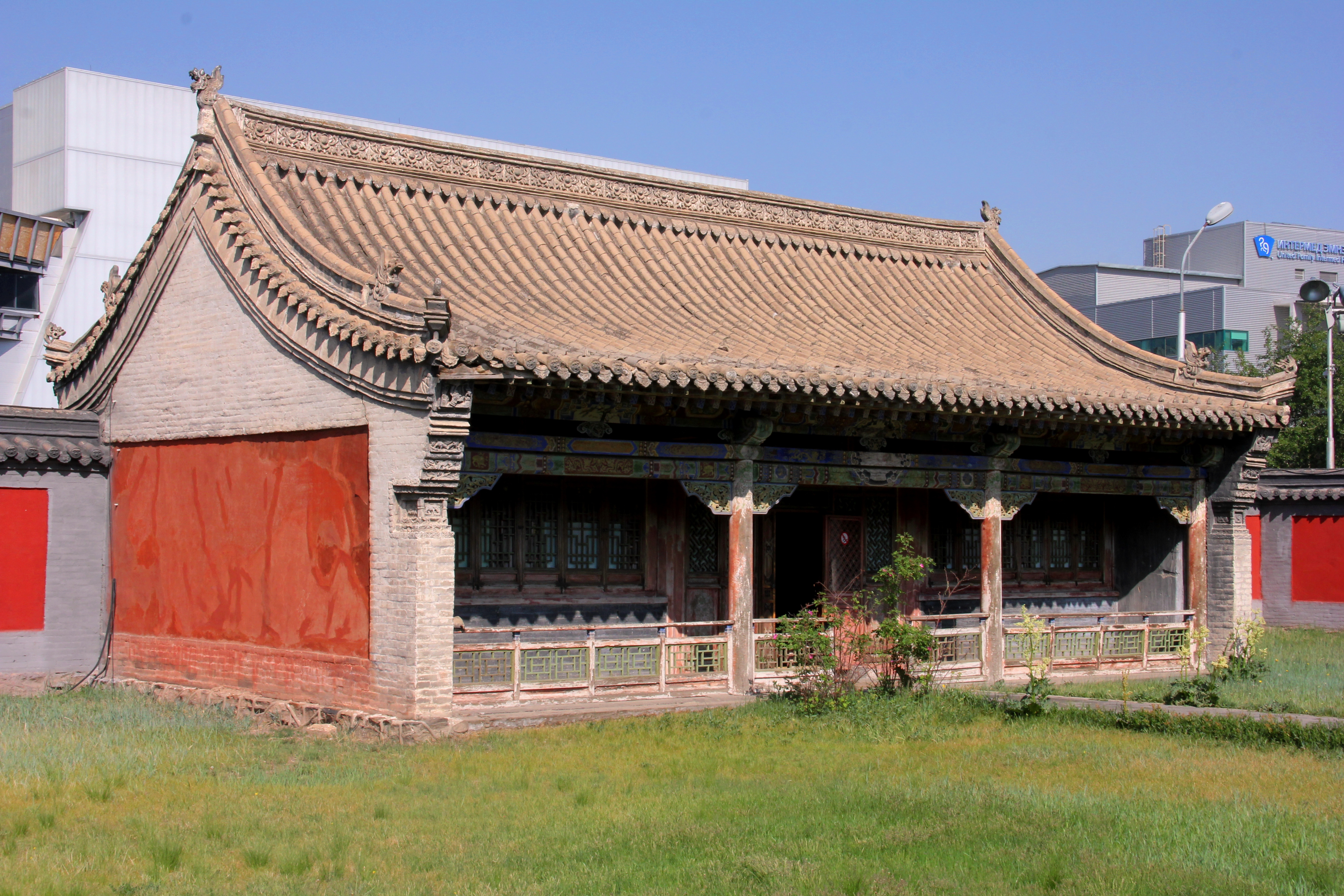
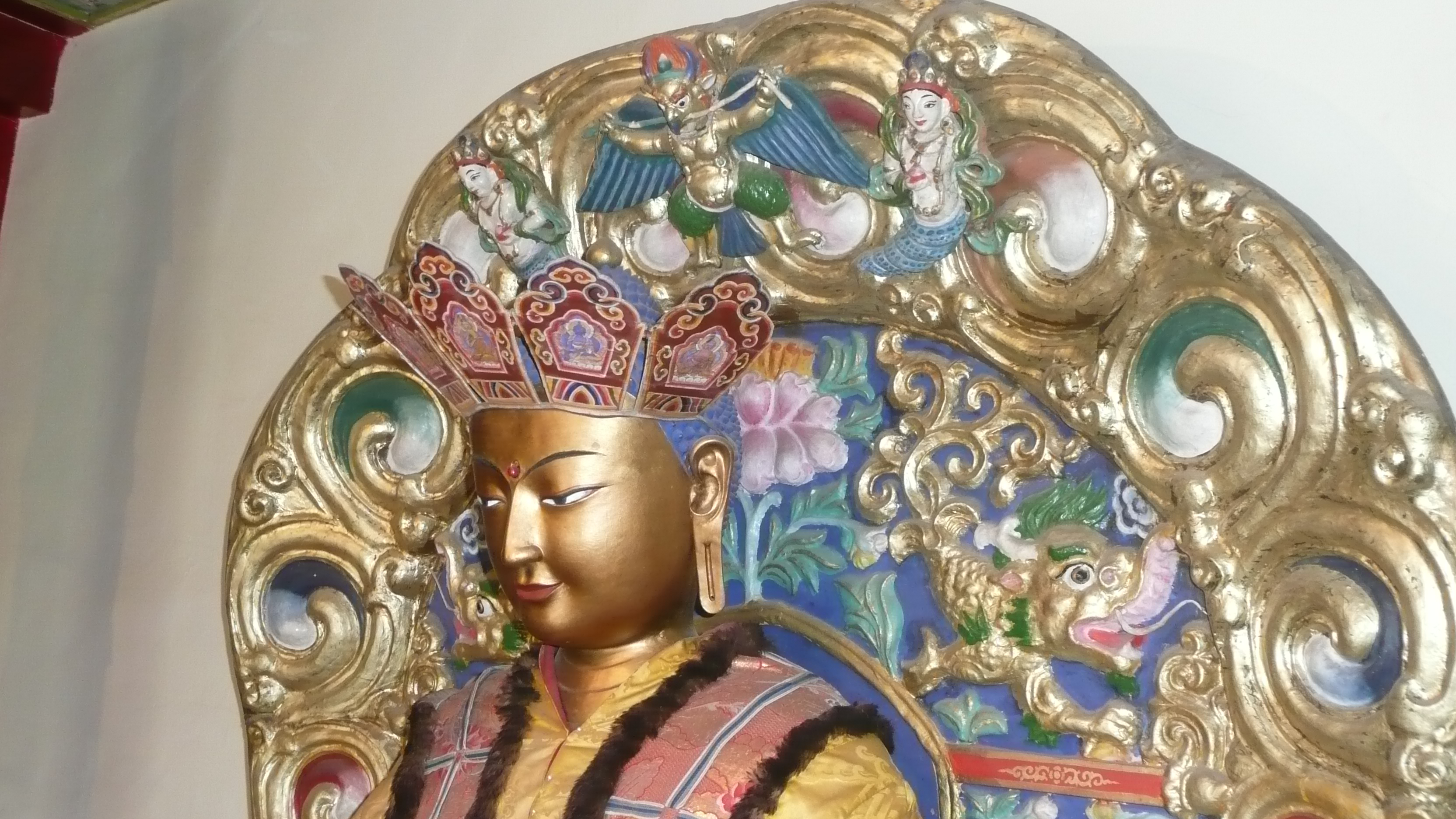